# Formica ciliata
Formica ciliata es una especie de hormiga del género Formica, familia Formicidae. Fue descrita científicamente por Mayr en 1886.
Se distribuye por los Estados Unidos. Se ha encontrado a elevaciones de hasta 2713 metros. Vive en microhábitats como piedras y forraje.